# Tod von Sonja Engelbrecht
Der Tod von Sonja Engelbrecht ist ein ungeklärter Kriminalfall aus München. Engelbrecht war eine 19-jährige Frau, welche in der Nacht vom 10. auf den 11. April 1995 in München verschwand. Ihr Tod wurde erst 25 Jahre später bestätigt, als Teile ihrer sterblichen Überreste in einem Wald bei Kipfenberg entdeckt wurden. Die Todesart ist bislang nicht eindeutig geklärt, jedoch geht die Polizei von einem Tötungsdelikt in Tateinheit mit sexueller Nötigung aus. Engelbrechts Fall ist ungewöhnlich aufgrund des anhaltenden medialen Interesses, das er über mehrere Jahrzehnte hervorgerufen hat, und nach fast 30 Jahren halten die polizeilichen Ermittlungen noch immer an.

## Sonja Engelbrecht
Sonja Engelbrecht (* 4. April 1976 in München; † 1995) besuchte zum Zeitpunkt ihres Verschwindens eine Wirtschafts-Fachoberschule und absolvierte ein Praktikum in einer Anwaltskanzlei. Sie lebte bei ihren Eltern im Münchner Stadtteil Laim und teilte sich ein Auto mit ihrer älteren Schwester. Nach Angaben ihrer Eltern hatte Engelbrecht einen festen Freundeskreis, mit dem sie am Wochenende ausging, war aber persönlich eher schüchtern. Sie hörte Dark-Wave-Musik, und besuchte Clubs wie das Tilt, das Flex und das Backstage, in denen die alternative Musikszene Münchens verkehrte. Engelbrecht hatte eine Reihe von Verehrern, war aber zum Zeitpunkt ihres Verschwindens nicht in einer festen Beziehung. Ihre Eltern sagten Reportern, dass sie ein gutes Verhältnis zu ihnen hatte und keine illegalen Drogen nehme. Polizeiliche Ermittlungen nach ihrem Verschwinden ergaben ebenfalls keine Anhaltspunkte zu Drogenkonsum oder privaten Problemen.

## Verschwinden

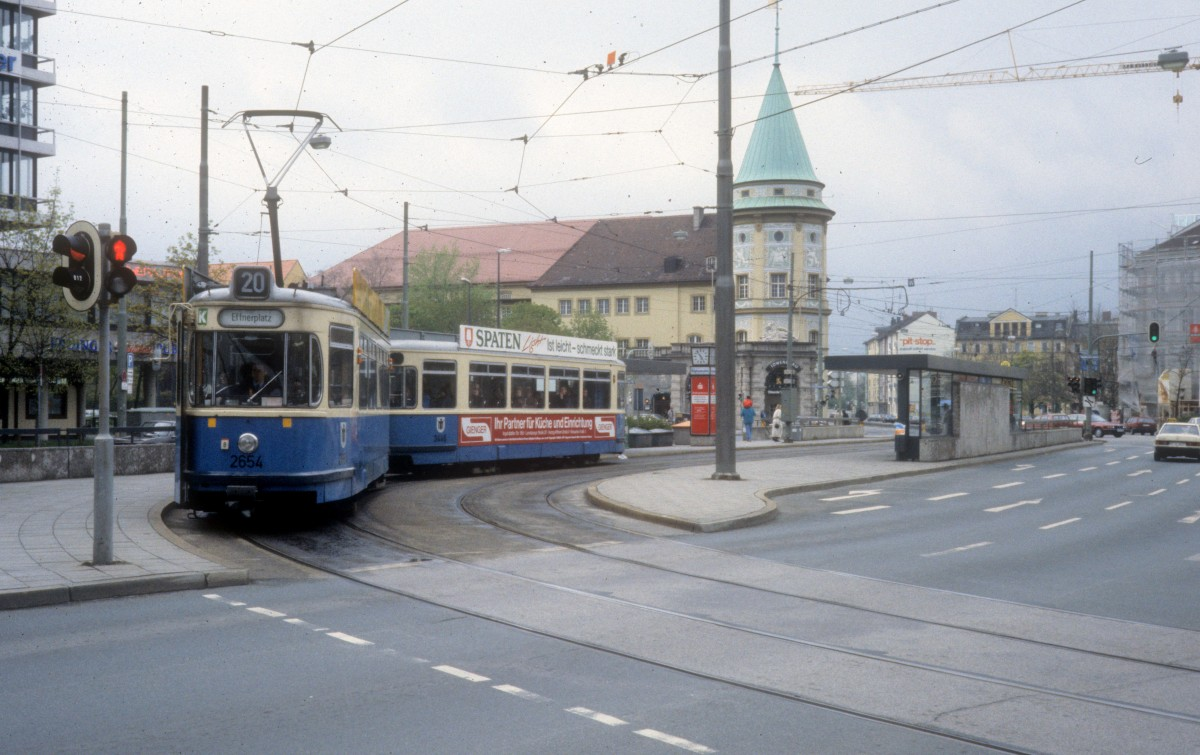
Am Stiglmaierplatz (hier im Jahr 1990) wurde Engelbrecht am 11. April 1995 um 2:28 Uhr zuletzt von einem Zeugen gesehen.

### Montag, 10. April
Engelbrecht hatte ursprünglich nicht vorgehabt, am 10. April auszugehen, änderte aber spontan ihre Meinung, als ein ehemaliger Schulkamerad sie in die Gaststätte Zum Vollmond einlud. Um 21:15 Uhr traf sich Engelbrecht mit dem Freund am Münchner Hauptbahnhof. Von dort aus fuhren die beiden mit der U-Bahn-Linie U1 zum Stiglmaierplatz. Anschließend gingen sie zu Fuß zur Gaststätte Zum Vollmond in der Schleißheimer Straße, wo sie gegen 21:40 Uhr eintrafen. In der Gaststätte trafen sie zufällig zwei Bekannte, mit denen sie dann einige Zeit zusammen an einem Tisch saßen.

### Dienstag, 11. April
Gegen 0:30 Uhr beschloss die Gruppe, die Nacht in der Wohnung eines dieser Bekannten fortzusetzen. Diese Wohnung befand sich in der Schellingstraße und war nur einen kurzen Fußweg entfernt. Gegen 2:00 Uhr verließen Engelbrecht und ihr Freund dann diese Wohnung und gingen zu Fuß zurück zum Stiglmaierplatz. Laut den Angaben ihres Begleiters wollte Engelbrecht ihre Schwester anrufen, um sich abholen zu lassen. Ihr Freund wollte hingegen mit der Straßenbahn nach Hause fahren. Sie kamen um 2:28 Uhr am Stiglmaierplatz an und betraten eine Telefonzelle. Als ihr Begleiter jedoch die Nachtbahn N20 einfahren sah, gab er ihr seine Telefonkarte und stieg schnell in die Straßenbahn ein. Engelbrecht blieb allein zurück und wurde danach nicht mehr gesehen.

## Ermittlungen

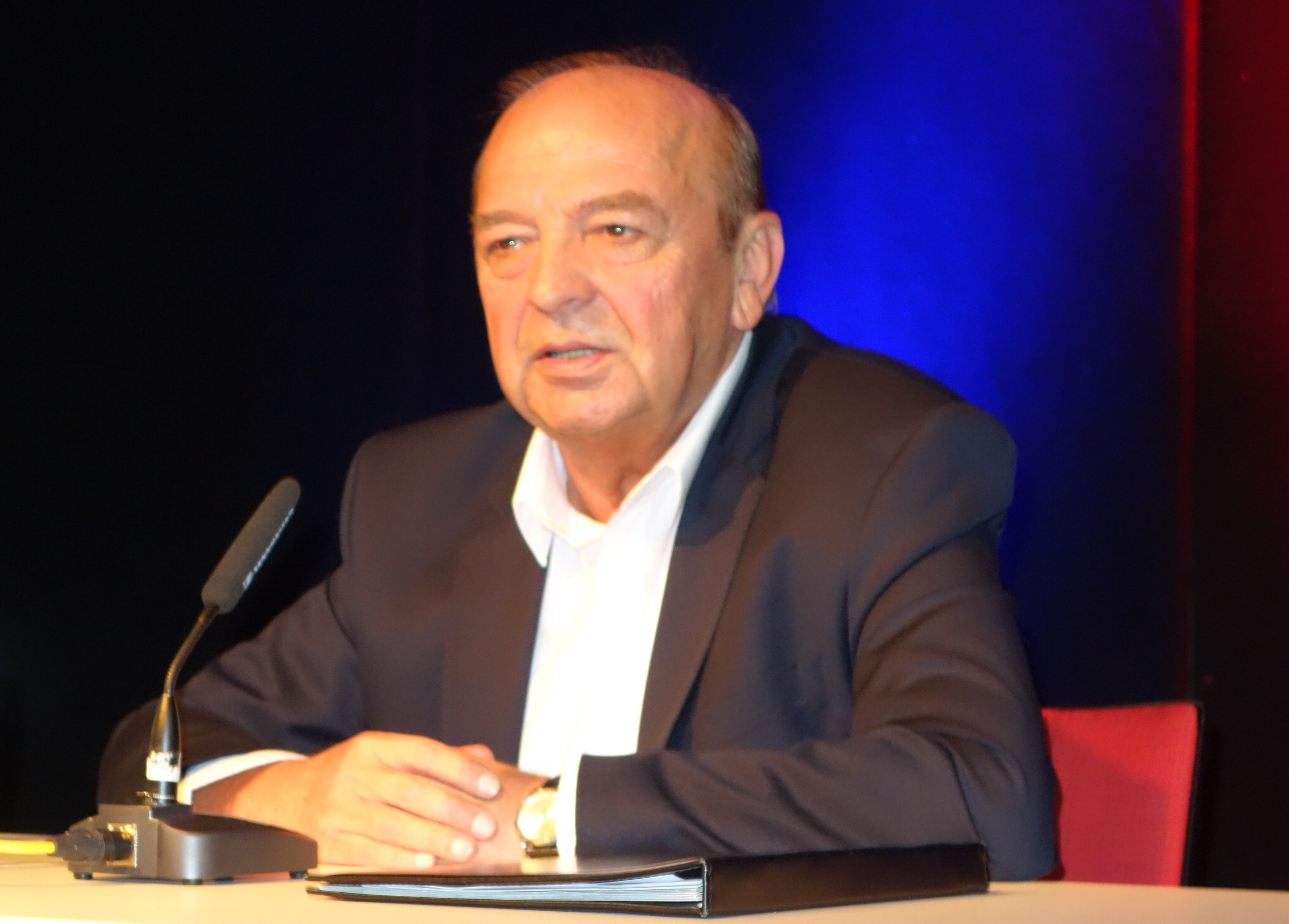
Josef Wilfling, Leiter der Münchner Mordkommission in den 2000er Jahren, zeigte sich nach neuen Hinweisen zunächst optimistisch den Fall Engelbrecht lösen zu können.

Die Eltern von Engelbrecht informierten die Polizei am 11. April über das Verschwinden ihrer Tochter. Die Polizei ermittelte nicht sofort, da Engelbrecht volljährig war und diese davon ausgingen, dass sie nach einigen Tagen von selbst wieder auftauchen würde. Erst als dies nicht geschah, begann die Vermisstenstelle, ihr Verschwinden zu untersuchen. Nach bereits 15 Tagen wurde der Fall an das für Tötungsdelikte zuständige Dezernats 11 des Polizeipräsidiums München übergeben. Dort wurde eine Arbeitsgruppe gebildet, welche mit den logistischen und personellen Ressourcen einer Mordermittlung ausgestattet wurde. Die Arbeitsgruppe, bestehend aus sechs auf Mord- und Vermisstenfälle spezialisierten Ermittlern, befragte über 80 mögliche Zeugen und verfolgte eine Reihe von möglichen Spuren. Die Polizei schloss den Begleiter schon früh als Verdächtigen aus. Sie untersuchte auch mögliche Verbindungen zur Münchner Drogenszene, für die der Stiglmaierplatz in den 90er Jahren ein beliebter Treffpunkt war, und grub den kleinen Garten von Engelbrechts Familie um, um alle Möglichkeiten auszuschließen. Trotz des Mangels an konkreten Hinweisen erklärte der Leiter der Mordkommission, Kriminaloberrat Udo Nagel, dass ein Tötungsdelikt das wahrscheinlichste Szenario sei.
Die Polizei erhielt neue Informationen, als im Jahr 2010 über den Fall Engelbrecht im Fernsehen berichtet wurde. Mehrere Frauen meldeten sich, die in der Nacht ihres Verschwindens von einem Mann angesprochen worden waren, und der damalige Leiter der Mordkommission, Kriminaloberrat Josef Wilfling, war optimistisch, den Fall dadurch lösen zu können. Als dies nicht gelang, beschloss die Polizei, mit der Fahndungssendung Aktenzeichen XY … ungelöst zusammenzuarbeiten und sich direkt an die Öffentlichkeit zu wenden. Am 28. November 2012 stellte der nun zuständige Ermittler, Kriminalhauptkommissar Robert Bastian, den Fall in einer der Sondersendungen zum Verschwinden von Kindern und jungen Erwachsenen vor. Bastian wies darauf hin, dass der Stiglmaierplatz in den 1990er-Jahren in der Nähe des Münchner Straßenstrichs lag und potenzielle Kunden diesen typischerweise überquerten, wenn sie in der Gegend unterwegs waren. Er fragte daher, ob Prostituierte oder deren Kunden von damals mittlerweile bereit wären, sich als Zeugen zu melden. Allerdings lieferte auch dieser Ansatz keine weiteren Hinweise darauf, was nach 2:30 Uhr am 11. April mit Engelbrecht geschah, und Polizeisprecher Werner Kraus charakterisierte ihr Verschwinden später als den „Fall ohne Spuren“.

## Leichenfund und erneute Ermittlungen

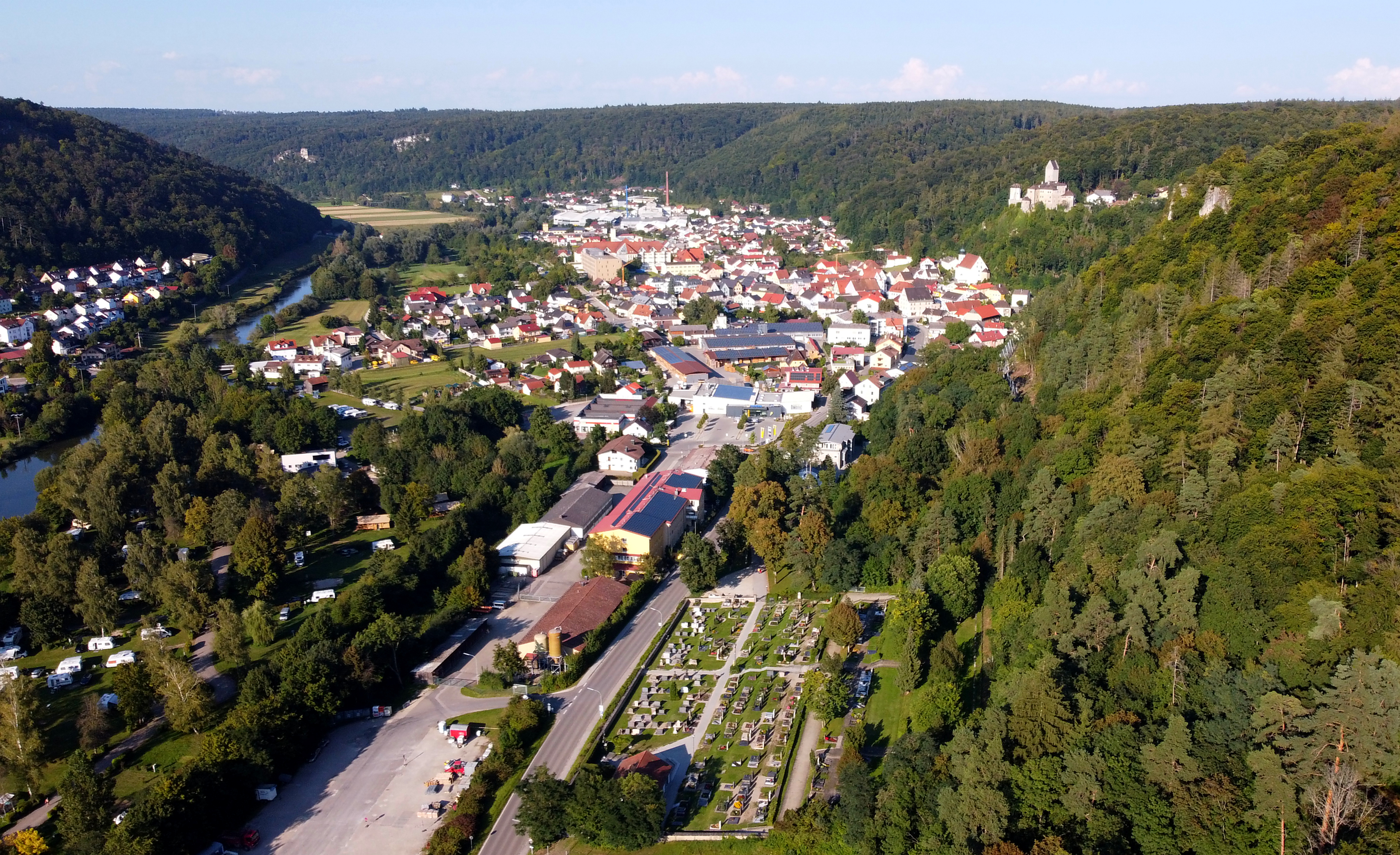
Luftbild von Kipfenberg, auf dem der Wald mit dem Fundort von Engelbrecht am linken Bildrand zu sehen ist.

Im Sommer 2020 wurde von einem Forstarbeiter in einem Wald bei Kipfenberg ein menschlicher Oberschenkelknochen gefunden. Dieser konnte durch eine DNA-Untersuchung eindeutig Engelbrecht zugeordnet werden. Aufgrund dieser Ergebnisse wurde im November 2021 eine dreitägige Suchaktion in der Nähe dieses Fundortes durchgeführt, welche aber zunächst zu keinen weiteren Funden führte. Die Suchmaßnahmen wurden witterungsbedingt während des Winters unterbrochen und am 28. März 2022 wieder aufgenommen. Dabei wurden auch auf Knochensuche spezialisierte Leichenspürhunde aus Kroatien und eine alpine Einsatzgruppe der Bayerischen Polizei eingesetzt. Etwa 200 Meter von der ersten Fundstelle entfernt wurden mit Hilfe dieser Einsatzgruppe schließlich mehrere Skelettteile in einer an einem Steilhang liegenden Felsspalte gefunden. Diese neuen Funde wurden vom Institut für Rechtsmedizin der LMU München untersucht und konnten ebenfalls Engelbrecht zugeordnet werden. In der Felsspalte wurden auch Müllsäcke und Planen gefunden, in die Engelbrechts Leiche ursprünglich verpackt war, sowie die Überreste einer Decke. Polizeisprecher Werner Kraus bestätigte nach Abschluss der Suche, dass man einen „Großteil des Skeletts sicherstellen“ konnte. Die Ermittler gehen davon aus, dass Engelbrecht vom Täter in der Felsspalte abgelegt worden war und der 2020 gefundene Oberschenkelknochen sowie nicht gefundene Skelettteile später durch Waldtiere aus der Spalte verschleppt wurden.
Um die neu entdeckten Spuren effektiver zu verfolgen, beschloss die Polizei, wieder an die Öffentlichkeit zu gehen. Zu diesem Zweck arbeitete sie erneut mit der Fahndungssendung Aktenzeichen XY … ungelöst zusammen, die am 6. März 2023 zum zweiten Mal über den Fall Engelbrecht berichtete. In einer Sondersendung zum Thema Cold Cases stellte der nun zuständige Ermittler, Kriminalhauptkommissar Roland Baader, eine Reihe von neuen Funden vor und bat die Zuschauer um Hinweise. Baader bestätigte, dass die Polizei auch eine „DNA-Spurenlage“ erstellen konnte und bat darum, auch „vagen Verdacht“ zu melden. Er präsentierte auch Reste der Decke, die neben Engelbrechts Überresten gefunden wurde, und erkundigte sich nach möglichen Hinweisen zu deren Identität. Die Sendung führte zu einer beträchtlichen Anzahl von Hinweisen, allein während der Folge gingen über 50 Anrufe ein. In der Sendung vom 22. März 2023 berichtete Alfred Hettmer erneut über den aktuellen Stand des Falles und erklärte, dass das Fabrikat der Decke mittlerweile aufgrund der Hinweise identifiziert werden konnte.

## Rezeption

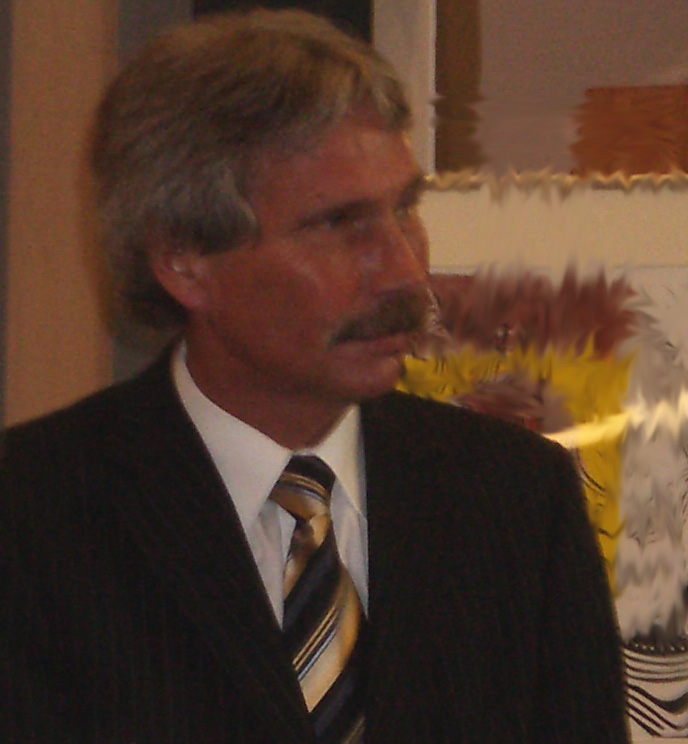
Udo Nagel, Leiter der Münchner Mordkommission in den 1990er Jahren, kritisierte in einem offenen Brief die Berichterstattung der SZ zum Fall Engelbrecht.

Der Fall Engelbrecht ist ungewöhnlich aufgrund des anhaltenden Interesses, das er über mehrere Jahrzehnte hervorgerufen hat. Er wurde als einer der „großen deutschen Vermisstenfälle“ und der „wohl bekannteste Cold Case [aus] München“ bezeichnet.
In den ersten Jahren nach Engelbrechts Verschwinden rief der Fall jedoch nur moderates mediales Interesse hervor und wurde gelegentlich von Lokalzeitungen aufgegriffen. Die Eltern versuchten daher, durch Interviews und Auftritte in Fernsehsendungen wie der RTL-Talkshow Hans Meiser, Fliege im Ersten und der Sat.1-Sendung Bitte melde dich! auf das Verschwinden ihrer Tochter aufmerksam zu machen. Im Jahr 2012 produzierte der Sender Bayern 2 einen Podcast zum Verschwinden von Engelbrecht. Das Interesse an ihrem Fall nahm zu, als er im November 2012 in der Sendung Aktenzeichen XY … ungelöst aufgrund von Ähnlichkeiten mit dem Verschwinden von Natascha Kampusch gezeigt wurde. Durch diese Episode wurde ihr Fall deutschlandweit bekannt, und größere Medien begannen, über ihr Verschwinden zu berichten. Im Oktober 2013 trat Engelbrechts Mutter bei Menschen bei Maischberger auf.
Als im Jahr 2021 der kürzlich gefundene Oberschenkelknochen als der von Engelbrecht bestätigt wurde, befragte RTL den Kriminalbiologen Mark Benecke in einem Interview zu möglichen Hinweisen, die sich aus dem Fund ergeben könnten. Im Jahr 2022 strahlte der Tatort die Folge Borowski und der Schatten des Mondes aus, für den Engelbrechts Fall als Inspiration genannt wurde. Im Jahr 2023 berichtete Aktenzeichen XY … ungelöst ein zweites Mal über ihren Fall. Diese Episode führte zu einer Reihe von neuen Hinweisen und zahlreiche Zeitungen und Zeitschriften berichteten regelmäßig über neue Entwicklungen in dem Fall.
Die Medien berichteten auch über das belastete Verhältnis zwischen Engelbrechts Familie und der Polizei. Ihre Eltern brachten dabei ihre Frustration darüber zum Ausdruck, was sie als mangelndes Vertrauen und eine falsche Schwerpunktsetzung bei den Ermittlungen empfanden. Andererseits hat Udo Nagel, Leiter der Münchner Mordkommission in den 1990er Jahren, in der Süddeutschen Zeitung einen offenen Brief veröffentlicht, in dem er diese Vorwürfe anspricht und zurückweist. Josef Wilfling, Leiter der Münchner Mordkommission in den 2000er Jahren, wies in einem Interview über den Fall Rebecca Reusch am Fall Engelbrecht auf die schwierige „Gratwanderung“ hin, der sich Mordermittler bei Gesprächen mit Angehörigen einer vermissten Person gegenübersehen. In einem Interview vom April 2019 nannte Wilfling Engelbrechts Fall als ersten Fall, den er gerne noch während seiner Amtszeit geklärt hätte.

## Theorien

### Engelbrechts Eltern
Engelbrechts Eltern traten in einer Reihe von Interviews und TV-Auftritten an die Öffentlichkeit und erstellten mit Hilfe einer Bekannten einen Website, auf der sie ihre Sicht der Abläufe darlegten. In diesen Medien präsentierten sie eine Reihe von Theorien, welche zum Teil von den polizeilichen Ermittlungen abweichen. So äußerten die Eltern die Vermutung, dass ihre Tochter Opfer von Menschenhandel geworden sein könnte. Sie spekulierten auch über mögliche Täter aus dem Umfeld des Spiritismus und der Schwarzen Szene. Außerdem äußerten die Eltern Zweifel an der Version des Freundes und erklärten, dass die Schwester von Engelbrecht in dieser Nacht keinen Anruf erhalten hatte und dass man nicht bis zum Stiglmaierplatz hätte laufen müssen, um sowohl eine Telefonzelle als auch eine Straßenbahnhaltestelle zu erreichen. Sie vermuteten daher, dass jener Freund etwas mit ihrem Verschwinden zu tun haben könnte.

### Polizei
Die Polizei schloss bei ihren Ermittlungen die Begleiter von Engelbrecht aus jener Nacht schon früh als Verdächtige aus und bestätigte wiederholt, dass deren Aussagen in allen tatrelevanten Punkten mit den Ermittlungsergebnissen übereinstimmten. Zunächst nahm die Polizei an, dass Engelbrecht freiwillig für einige Tage verschwunden sei. Als sie jedoch nicht wieder auftauchte, hielt die Polizei ein Tötungsdelikt für das wahrscheinlichste Szenario. Sie nahm an, dass sie entweder freiwillig in das Auto ihres Mörders stieg, um nach Hause zu kommen, oder dass sie dazu gezwungen wurde. Udo Nagel sagte, dass sich Zeugen sonst daran erinnert hätten, die auffällig gutaussehende Engelbrecht in dieser Nacht gesehen zu haben. Diese Theorie wurde auch durch Ermittlungen gestützt, die ergaben, dass sie mindestens einmal versucht hatte, nach einer Nacht per Anhalter nach Hause zu fahren.
Nach der Entdeckung ihrer sterblichen Überreste im Jahr 2020 wurden neue Beweise gefunden, die die Polizei veranlassten, ihre Einschätzung zu überarbeiten. Zum Beispiel untermauerte die Tatsache, dass sie ohne Kleidung gefunden wurde, die Theorie, dass sie bei einem sexuell motivierten Angriff ermordet wurde. Stattdessen hatte der Mörder ihren Körper in Planen eingewickelt, die zuvor bei Bau- oder Renovierungsarbeiten verwendet worden waren. Die Polizei geht daher davon aus, dass der Täter 1995 als Handwerker gearbeitet hat oder anderweitig an Renovierungsarbeiten beteiligt war. Diese Theorie steht möglicherweise im Zusammenhang mit der weltweit größten Baumesse Bauma, die am Wochenende vor ihrem Verschwinden auf der Theresienwiese in München stattfand. Außerdem wird angenommen, dass ihr Mörder eine enge Verbindung zu Kipfenberg hat, da der Ort, an dem sie gefunden wurde, schwer erreichbar und selbst bei den Einheimischen kaum bekannt war.

### Presse
Aufgrund einiger Ähnlichkeiten mit dem Verschwinden zweier anderer Frauen in München in den 1990er Jahren wurde auch ein unbekannter Serienmörder verdächtigt, dafür verantwortlich zu sein. Nachdem jedoch neue Erkenntnisse in diesen Fällen gewonnen worden waren, stellte die Polizei klar, dass diese nicht mehr von einem Zusammenhang ausgeht. In der Presse wurden auch Ähnlichkeiten mit der Vergewaltigung und Ermordung der Studentin Eva Götz im Jahr 1997 festgestellt, die ebenfalls nach einer Industriemesse verschwand und deren Leiche später in einem Wald gefunden wurde. Auch wurde mehrfach über einen möglichen Zusammenhang mit dem Fund zweier Leichen berichtet, welche ebenfalls 2020 in einem Wald bei Kipfenberg entdeckt wurden. Die zwei Toten konnten dabei als ein seit 2002 vermisstes junges Paar aus Ingolstadt identifiziert werden. Die Staatsanwaltschaft Ingolstadt geht jedoch im Fall des toten Paares von einem Hintergrund im Ingolstädter Drogenmilieu aus und bezeichnete die zeitliche und räumliche Nähe zum Auffinden von Engelbrecht als einen „ganz merkwürdige[n] Zufall“.